# Футбольная ассоциация китайского Тайбэя
Футбо́льная ассоциа́ция кита́йского Тайбэ́я (кит. 中華民國足球協會, англ. Chinese Taipei Football Association) — организация, отвечающая за развитие футбола в Китайской Республике. Официальное китайское название переводится как «футбольная ассоциация Китайской Республики», но за пределами страны используется название «футбольная ассоциация китайского Тайбэя» (англ. Chinese Taipei Football Association (см. Китайский Тайбэй), на логотипе изображена соответствующая английская аббревиатура (CTFA).

## История
- 1924: основание футбольной ассоциации
- 1954: вступление в ФИФА под названием Национальная футбольная ассоциации Китая (англ. China National Football Association, кит. 中國足球協會).
- 1955: образование и вступление под названием Футбольный совет Китайской Республики (англ. Republic of China Football Council, кит. 中華民國足球委員會) в АФК вместе с другими странами Азии .
- 1973: название изменено на Футбольная ассоциация Китайской Республики (англ. Republic of China Football Association, кит. 中華民國足球協會).
- 1974: ассоциация вышла из АФК
- 1975: вступление в ОФК
- 1978: выход из ОФК из-за проблем с названием
- 1981: с разрешения ФИФА название ассоциации изменяется на Футбольная ассоциация китайского Тайбэя (англ. Chinese Taipei Football Association)
- 1982: вступление в ОФК
- 1989: вступление в АФК

## Соревнования
- Тайваньская футбольная премьер-лига
- Футбольная лига Энтерпрайс[англ.] (1982—2009)
- Футбольная лига Интерсити (2007—2016)
- Футбольная лига Хайскул[англ.]
- Национальный молодёжный кубок китайского Тайбэя[англ.]

## Региональные футбольные ассоциации
- Футбольная ассоциация Тайбэя[англ.] (Тайбэй)
- Футбольная ассоциация Таояна[англ.] (уезд Таоян[англ.])
Футбольная ассоциация Таояна основана 27 октября 2002 года. Отвечает за развитие футбола в уезде Таоян[англ.]
- Футбольная ассоциация Тайчжуна[англ.] (Тайчжун)
- Футбольная ассоциация Хуалиена[англ.] (Уезд Хуалиен)
Футбольная ассоциация Хуалиена основана 30 декабря 2007 года[1].